# Рупиль, Сильвия
Сильвия Рупиль (итал. Silvia Rupil, род. 15 мая 1985, Джемона-дель-Фриули, Фриули-Венеция-Джулия) — итальянская лыжница, участница Олимпийских игр. Специалистка дистанционных гонок.

## Карьера
В Кубке мира Рупиль дебютировала в 2006 году, в ноябре 2009 года впервые попала в десятку лучших на этапе Кубка мира в эстафете. Всего на сегодняшний момент имеет 2 попадания в десятку лучших на этапах Кубка мира, по одной в личных и командных соревнованиях. Лучшим достижением Рупиль в общем итоговом зачёте Кубка мира является 69-е место в сезоне 2009-10.
На Олимпиаде-2010 в Ванкувере стартовала в трёх гонках: 10 км коньком — 14-е место, дуатлон 7,5+7,5 км — 16-е место, эстафета — 4-е место.
За свою карьеру в чемпионатах мира пока не участвовала.